# Несарабад
Несарабад (бенг. নেছারাবাদ, англ. Nesarabad), также Сварупкати (бенг. স্বরূপকাঠি, англ. Swarupkati) — город на юге Бангладеш, административный центр одноимённого подокруга. По данным переписи 2001 года, в городе проживало 19 281 человек, из которых мужчины составляли 54,09 %, женщины — соответственно 45,91 %. Уровень грамотности населения составлял 58,2 % (при среднем по Бангладеш показателе 43,1 %). 